# Neolophonotus schoemani
Neolophonotus schoemani là một loài ruồi trong họ Asilidae. Neolophonotus schoemani được Londt miêu tả năm 1985. Loài này phân bố ở vùng nhiệt đới châu Phi.